# Coenogonium aciculatum
Coenogonium aciculatum är en lavart som beskrevs av Lücking & Aptroot. Coenogonium aciculatum ingår i släktet Coenogonium och familjen Coenogoniaceae.   Inga underarter finns listade i Catalogue of Life.